# قاع القيضي (سنحان)

تعديل مصدري - تعديل

قاع القيضي هي إحدى قرى عزلة الربع الغربي بمديرية سنحان وبني بهلول التابعة لمحافظة صنعاء، بلغ تعداد سكانها 4546 نسمة حسب تعداد اليمن لعام 2004.